# Distretto di Karakoçan
Il distretto di Karakoçan (in turco Karakoçan ilçesi) è uno dei distretti della provincia di Elâzığ, in Turchia.